# Gmina związkowa Landstuhl
Gmina związkowa Landstuhl (niem. Verbandsgemeinde Landstuhl) – gmina związkowa w Niemczech, w kraju związkowym Nadrenia-Palatynat, w powiecie Kaiserslautern. Siedziba gminy związkowej znajduje się w mieście Landstuhl. Powstała 1 lipca 2019 z połączenia gminy związkowej Kaiserslautern-Süd z gminą związkową Landstuhl.

## Podział administracyjny
Gmina związkowa zrzesza dwanaście gmin, w tym jedną gminę miejską (Stadt) oraz jedenaście gmin wiejskich (Gemeinde):
1. Bann
2. Hauptstuhl
3. Kindsbach
4. Krickenbach
5. Landstuhl, miasto
6. Linden
7. Mittelbrunn
8. Oberarnbach
9. Queidersbach
10. Schopp
11. Stelzenberg
12. Trippstadt